# ادزل رنجر
ادزل رنجر (Edsel Ranger) خودرویی است که در سال‌های ۱۹۵۸ تا ۱۹۶۰تولید شده‌است. وزن آن در حالت طبیعی ۳٬۵۴۵ پوند (۱٬۶۰۸ کیلوگرم) است. سیستم جعبه‌دندهٔ آن ۳ دنده به دو صورت خودکار و دستی است.

## نگارخانه

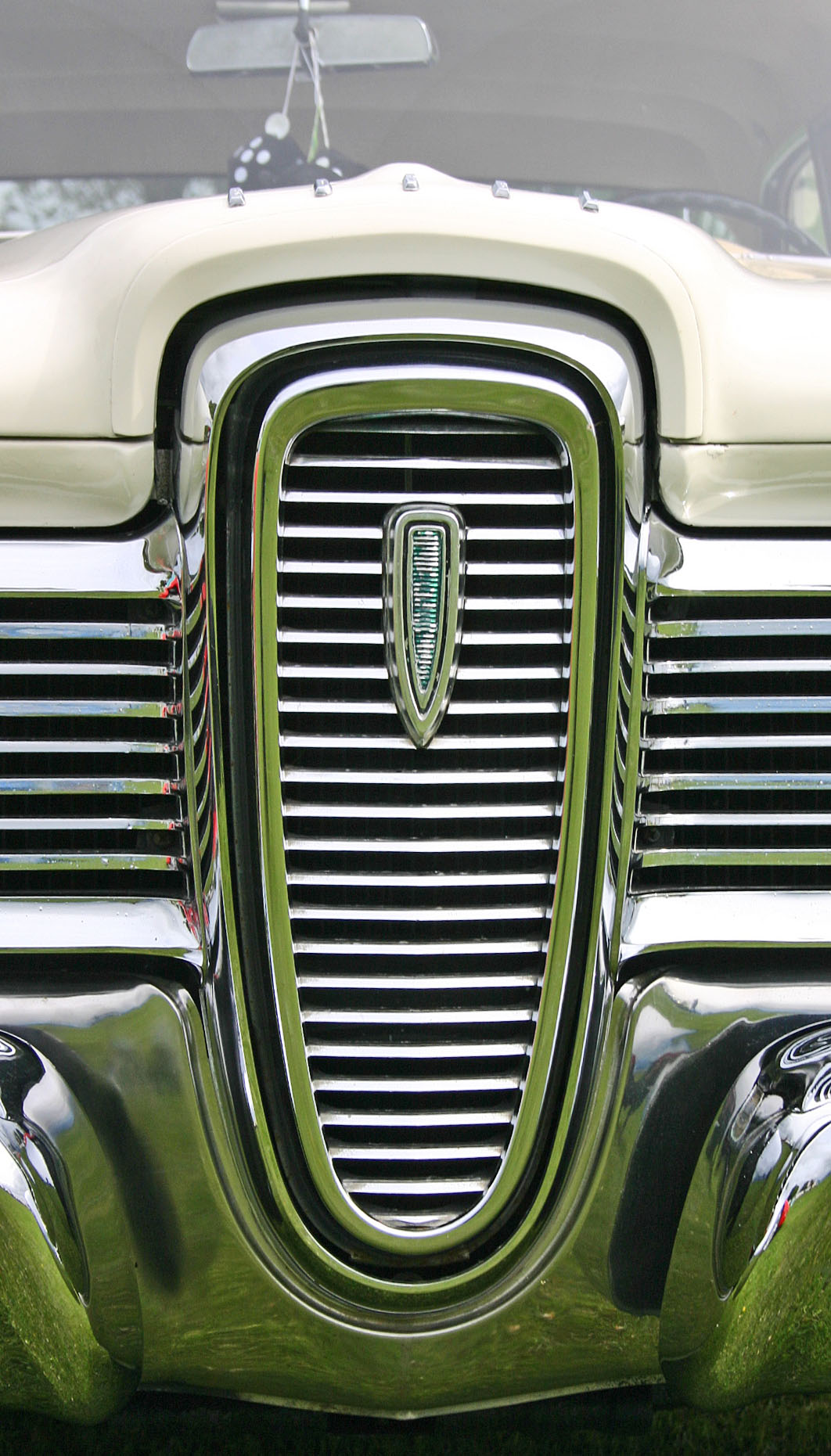
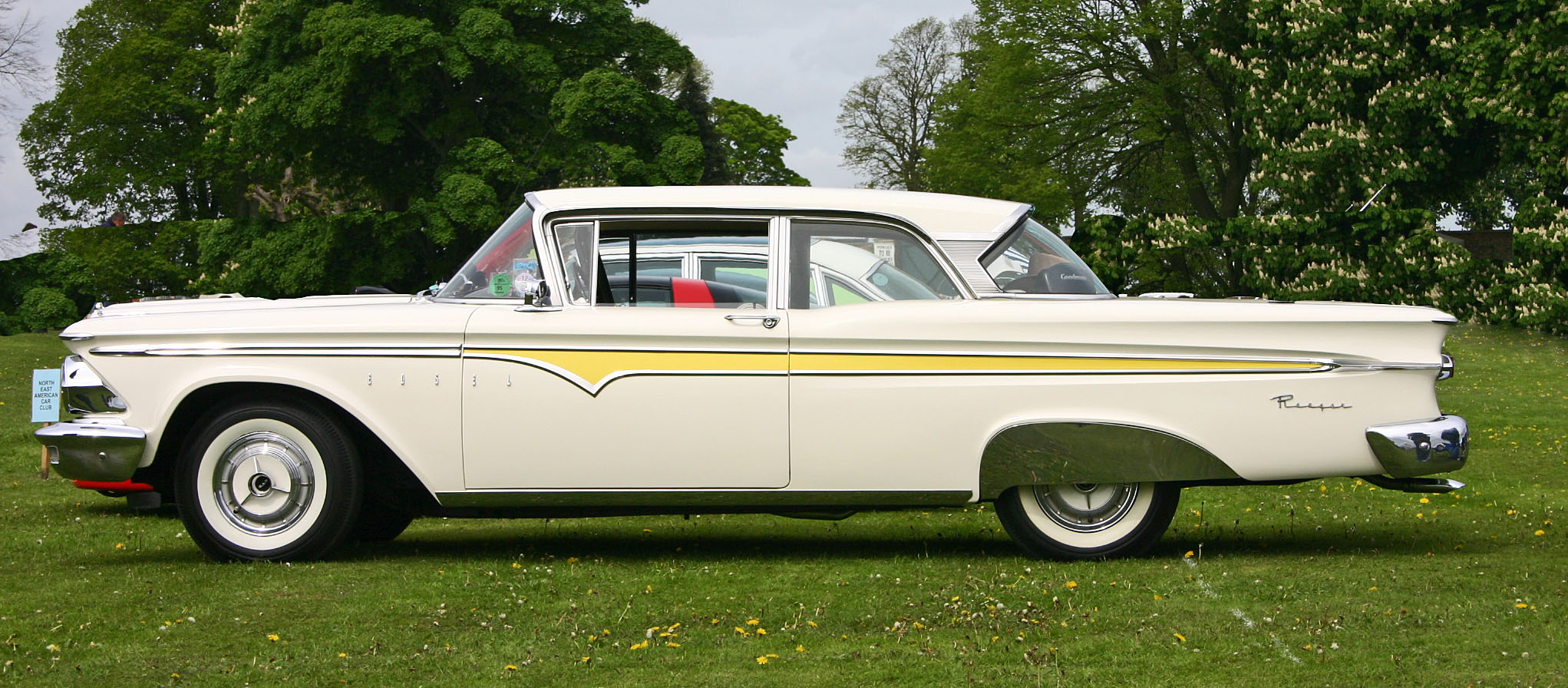
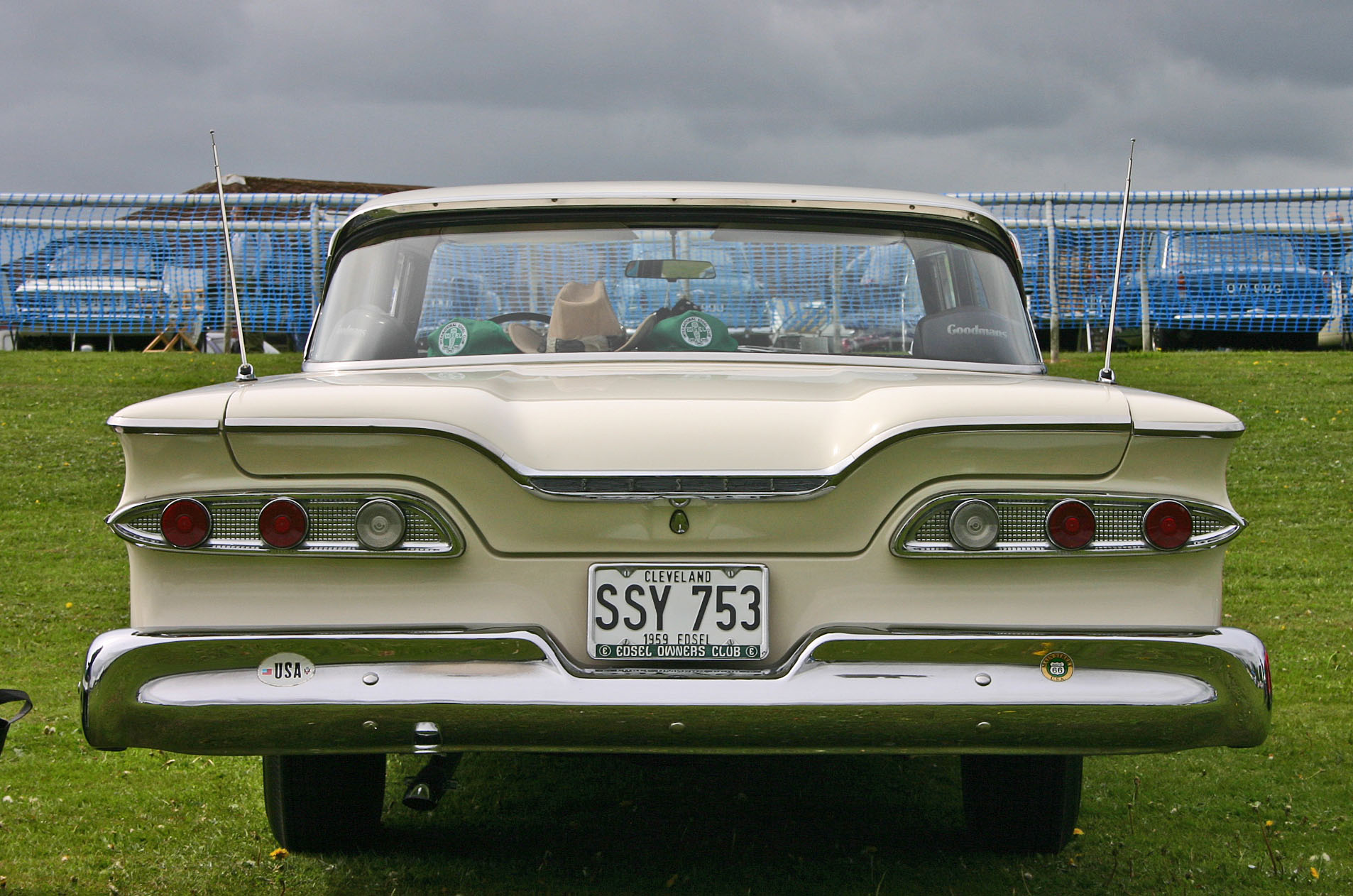
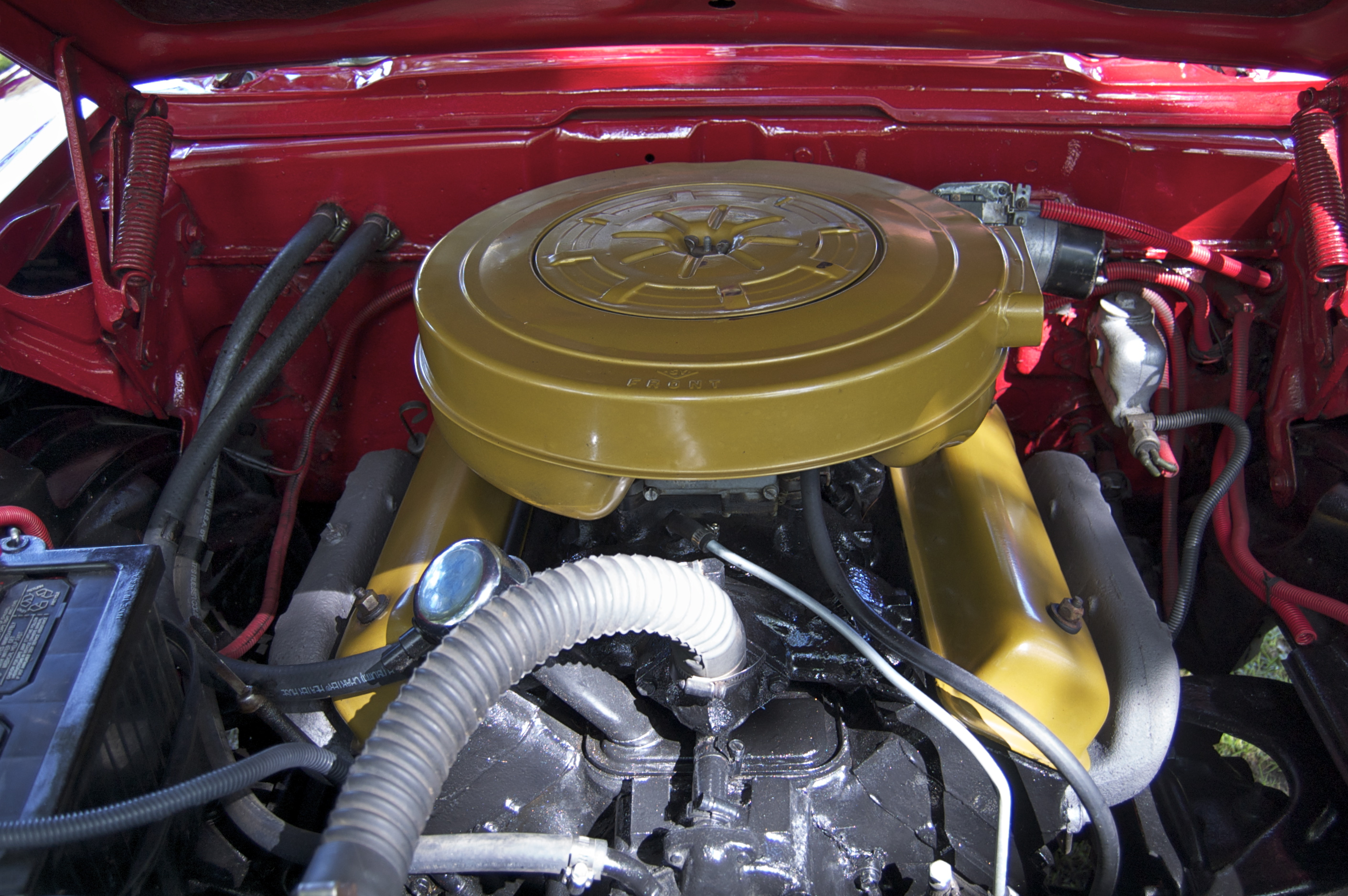